# Alekszandr Alekszandrovics Volkov (űrhajós)
Alekszandr Alekszandrovics Volkov (oroszul: Александр Александрович Волков; Horlivka, Ukrán SZSZK, 1948. május 27. –) szovjet-orosz űrhajós.

## Életpálya
1970-ben Harkovban a Légierő főiskoláján pilótaként avatták. A légierő pilótája, majd berepülőpilóta. 1976. augusztus 23-tól részesült űrhajóskiképzésben. Összesen 391 napot, 11 órát és 52 percet töltött a világűrben. 1991-ben  Moszkvában a katonai Akadémián szerzett diplomát. Az űrhajós központban 1991. januártól 1998. augusztusig az űrhajósok kiképzéséért felelős parancsnok. Felelős volt az orosz és a külföldi űrhajósok felkészítéséért. 1998. augusztus 21-től köszönt el az űrhajósoktól. 2000-ben Moszkvában a Mus-TV tévécsatorna elnöke lett.

## Családi kötődés
Szergej Alekszandrovics Volkov orosz űrhajós apja.

## Űrrepülések
- Szojuz T–14 - a 9. személyzet szállította a Szaljut–7 űrállomásra.
- Szojuz TM–7 a Mir űrállomásra vitte második űrútjára Jean-Loup Chrétient.
- Szojuz TM–13 a Mir űrállomásra vitte Franz Artur Viehböck kutatóűrhajóst. Felszálláskor szovjet állampolgár volt, visszaérkezéskor orosz állampolgár lett!

Bélyegen is megörökítették az űrrepülését.

### Tartalék személyzete
- Szojuz TM–4 tartalék parancsnok – a Szojuz-program 80. repülése a Mir-re
- Szojuz TM–12 tartalék parancsnok – a Szojuz-program 88. repülése a Mir-re

## Kitüntetések
Megkapta a Szovjetunió Hőse és a Lenin-rend kitüntetést.